# Boma
Boma es una ciudad portuaria en el río Congo, a unos 100 km río arriba del océano Atlántico, en la provincia del Bajo Congo de la República Democrática del Congo. Tenía una población estimada de 162.521 personas en 2012.
Boma fue la capital del Estado Libre del Congo y del Congo Belga desde el 1 de mayo de 1886 hasta 1926. Boma se mantuvo como capital hasta que la capital se trasladó a Léopoldville (Kinshasa). Boma es un puerto que maneja las exportaciones de madera tropical, banano, cacao y productos de palma.

## Historia
Boma fue fundada como una estación de almacenamiento de esclavos y otros productos por comerciantes de varios países europeos en el siglo XVI. El comercio estaba principalmente en manos de comerciantes holandeses, pero empresas británicas, francesas y portuguesas también tenían fábricas allí. Ninguna potencia europea ejerció soberanía, aunque reclamaciones de vez en cuando fueron presentadas por Portugal.
Henry Morton Stanley llegó a Boma el 9 de agosto de 1877, después de cruzar África de este a oeste.
En 1884 el pueblo de Boma "concedió" ser un protectorado a la Asociación Internacional del Congo.

## Geografía
La ciudad está ubicada en el oeste de la República Democrática del Congo, en la margen derecha del río Congo, está atravesada por dos ríos, el Kabondo y el Kalamu.

### Clima
Boma tiene un clima tropical (según la clasificación climática de Köppen Aw) la temperatura máxima registrada fue de 41 °C (106 °F) el 25 de febrero de 1976, mientras que la temperatura récord más baja fue de 10 °C (50 °F) el 21 de octubre de 1976.
| Parámetros climáticos promedio de Boma             | Parámetros climáticos promedio de Boma | Parámetros climáticos promedio de Boma | Parámetros climáticos promedio de Boma | Parámetros climáticos promedio de Boma | Parámetros climáticos promedio de Boma | Parámetros climáticos promedio de Boma | Parámetros climáticos promedio de Boma | Parámetros climáticos promedio de Boma | Parámetros climáticos promedio de Boma | Parámetros climáticos promedio de Boma | Parámetros climáticos promedio de Boma | Parámetros climáticos promedio de Boma | Parámetros climáticos promedio de Boma |
| Mes                                                | Ene.                                   | Feb.                                   | Mar.                                   | Abr.                                   | May.                                   | Jun.                                   | Jul.                                   | Ago.                                   | Sep.                                   | Oct.                                   | Nov.                                   | Dic.                                   | Anual                                  |
| -------------------------------------------------- | -------------------------------------- | -------------------------------------- | -------------------------------------- | -------------------------------------- | -------------------------------------- | -------------------------------------- | -------------------------------------- | -------------------------------------- | -------------------------------------- | -------------------------------------- | -------------------------------------- | -------------------------------------- | -------------------------------------- |
| Temp. máx. abs. (°C)                               | 34                                     | 41                                     | 39                                     | 34                                     | 39                                     | 34                                     | 32                                     | 33                                     | 36                                     | 34                                     | 34                                     | 32                                     | 41                                     |
| Temp. máx. media (°C)                              | 32.6                                   | 33.4                                   | 33.8                                   | 33.6                                   | 32                                     | 29.5                                   | 26.7                                   | 28                                     | 29.4                                   | 31.6                                   | 32.4                                   | 32.3                                   | 31.3                                   |
| Temp. media (°C)                                   | 28.9                                   | 29.5                                   | 29.8                                   | 29.5                                   | 28.4                                   | 26                                     | 23.5                                   | 24.8                                   | 26.2                                   | 28.4                                   | 28.8                                   | 28.7                                   | 27.7                                   |
| Temp. mín. media (°C)                              | 25.3                                   | 25.7                                   | 25.8                                   | 25.5                                   | 24.9                                   | 22.6                                   | 20.3                                   | 21.6                                   | 23.1                                   | 25.2                                   | 25.3                                   | 25.2                                   | 24.2                                   |
| Temp. mín. abs. (°C)                               | 20                                     | 19                                     | 19                                     | 19                                     | 17                                     | 14                                     | 12                                     | 13                                     | 14                                     | 10                                     | 15                                     | 18                                     | 10                                     |
| Precipitación total (mm)                           | 83                                     | 112                                    | 126                                    | 173                                    | 69                                     | 1                                      | 1                                      | 2                                      | 8                                      | 50                                     | 149                                    | 92                                     | 866                                    |
| Fuente n.º 1: Climate-Data.org (altitude: 10m)     |                                        |                                        |                                        |                                        |                                        |                                        |                                        |                                        |                                        |                                        |                                        |                                        |                                        |
| Fuente n.º 2: Voodoo Skies for record temperatures |                                        |                                        |                                        |                                        |                                        |                                        |                                        |                                        |                                        |                                        |                                        |                                        |                                        |

## Transporte
Boma se encuentra en la orilla norte del río Congo, a unos 100 km río arriba de Muanda, donde el río se encuentra con el Océano Atlántico. La gran anchura y profundidad del río permiten a los buques de navegación marítima alcanzar Boma, que es el segundo puerto más grande de la República Democrática del Congo, después de Matadi. Entre 1889 y 1984, el puerto fue servido por una línea ferroviaria de 610 milímetros que conectaba Boma con Tshela.

## Personas
- Antoine-Roger Bolamba, político y poeta, nació en Bomba en 1913. [6]
- Mpongo Lanu, popular cantante congolés, nacido en Boma en el año 1956, d. 1990. (Aimee Fransoise Mpongo Lanu) [7]
- Claudia Gravy, actriz naturalizada española. Nacida en Boma en 1945.

## Galería

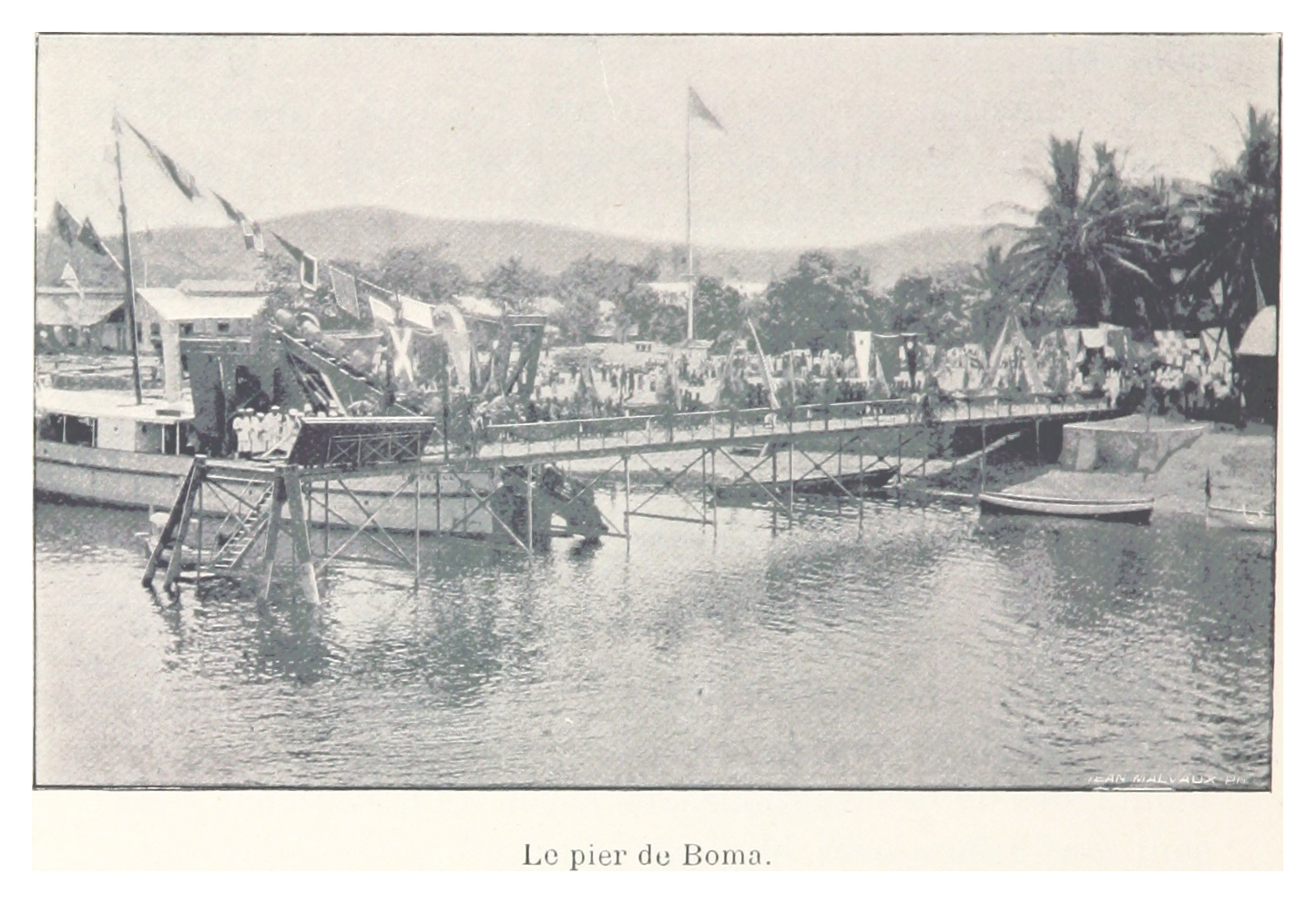
Muelle, 1899
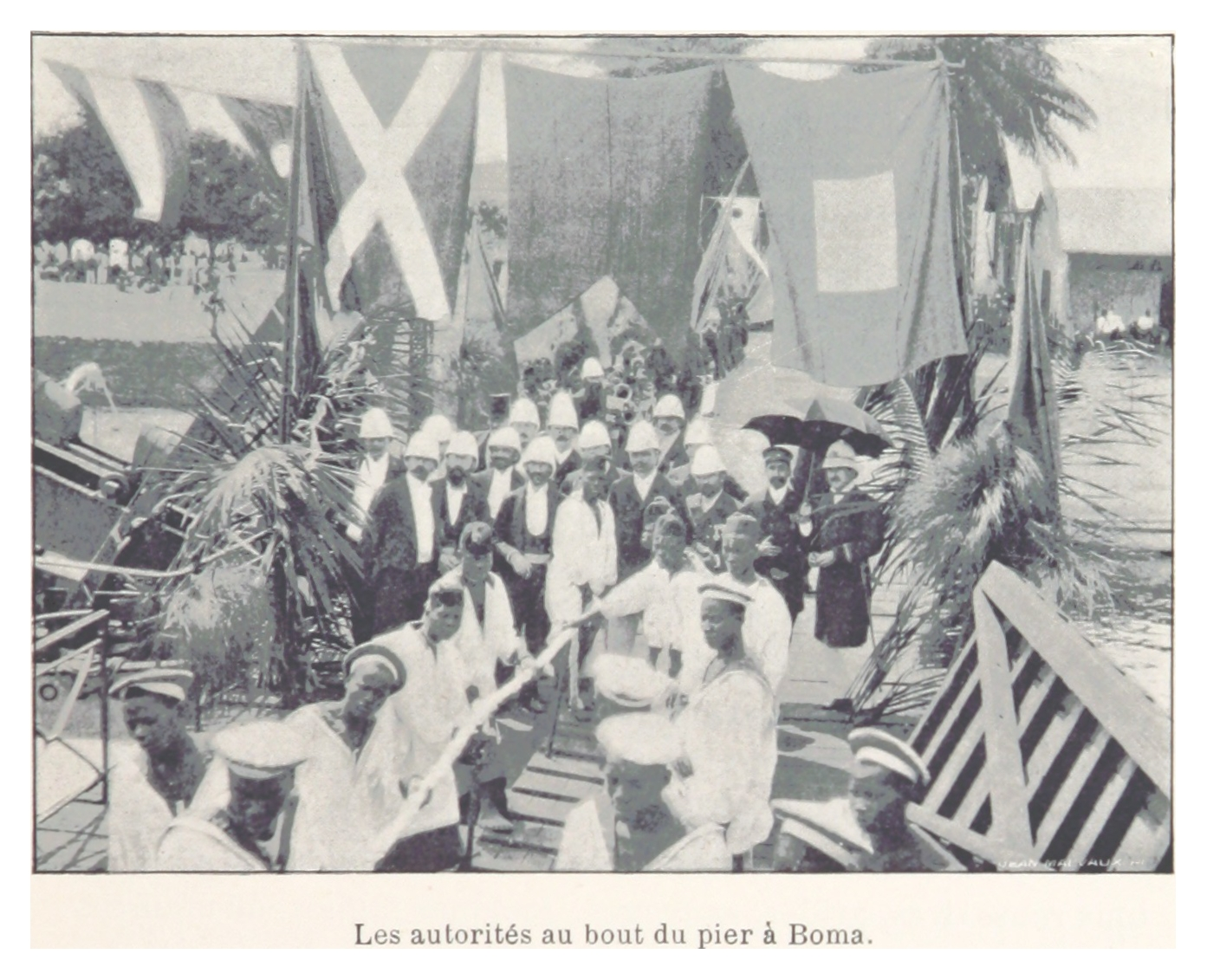
Autoridades al final del muelle, Boma, 1899
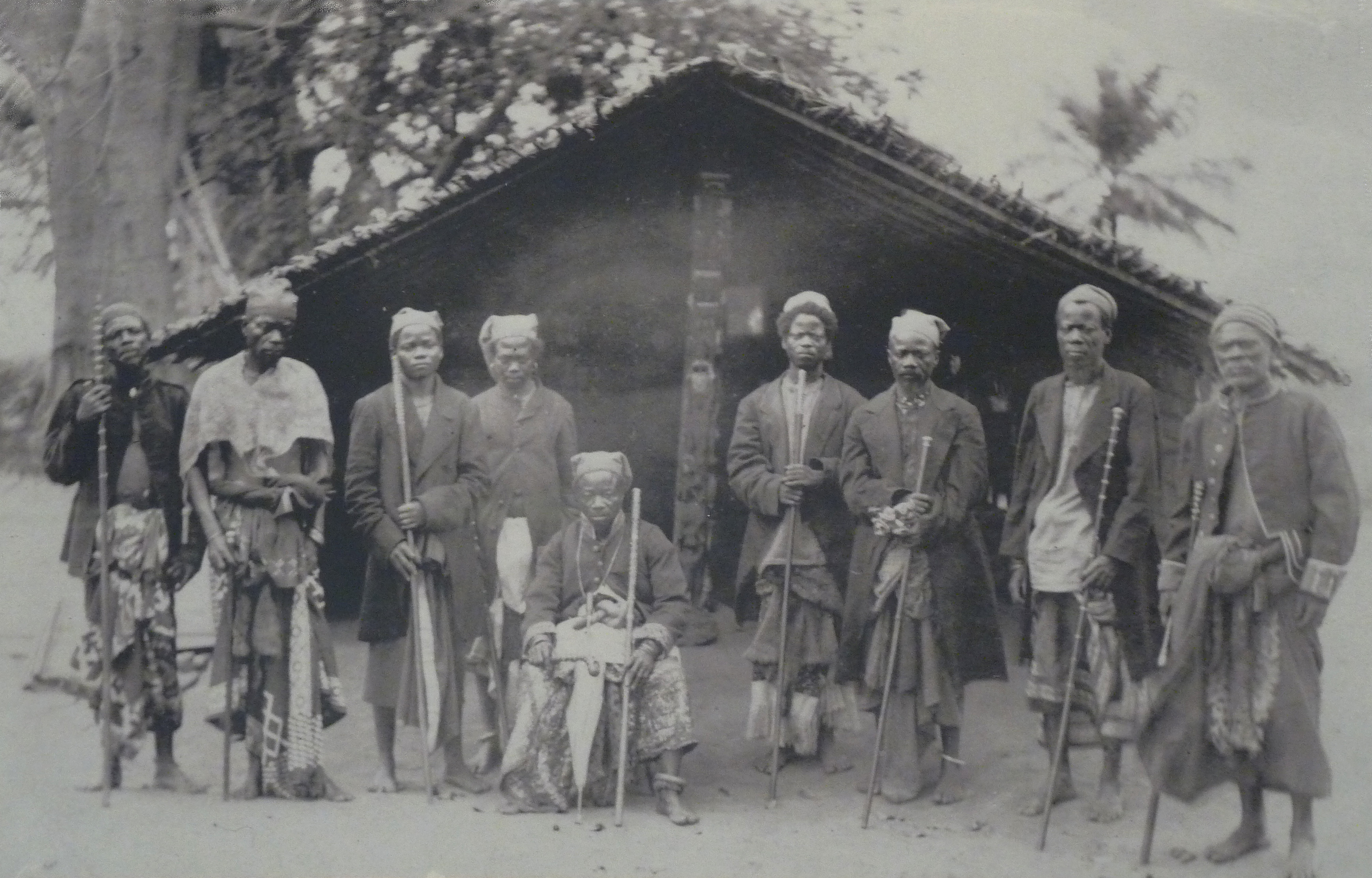
Los nueve reyes de Boma (H. A. Shanu, 1898), Museo Real de África Central
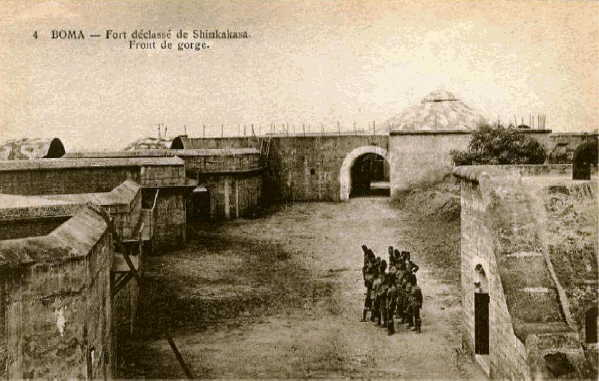
Fuerte de Shinkakasa - fortificación en el río Congo cerca de Boma
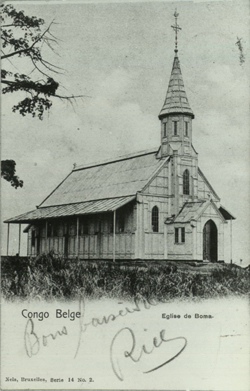
Antigua catedral de "Nuestra Señora de la Asunción" de Boma, que todavía existe; Es la más antigua del país
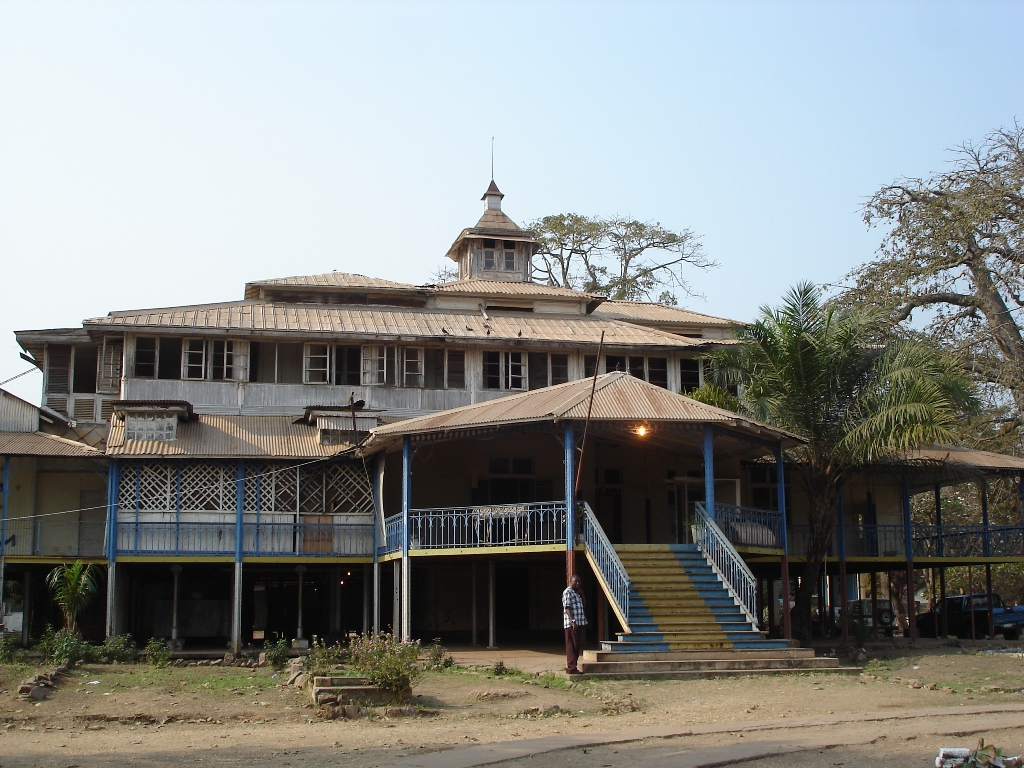
Residencia del Gobernador General de Boma
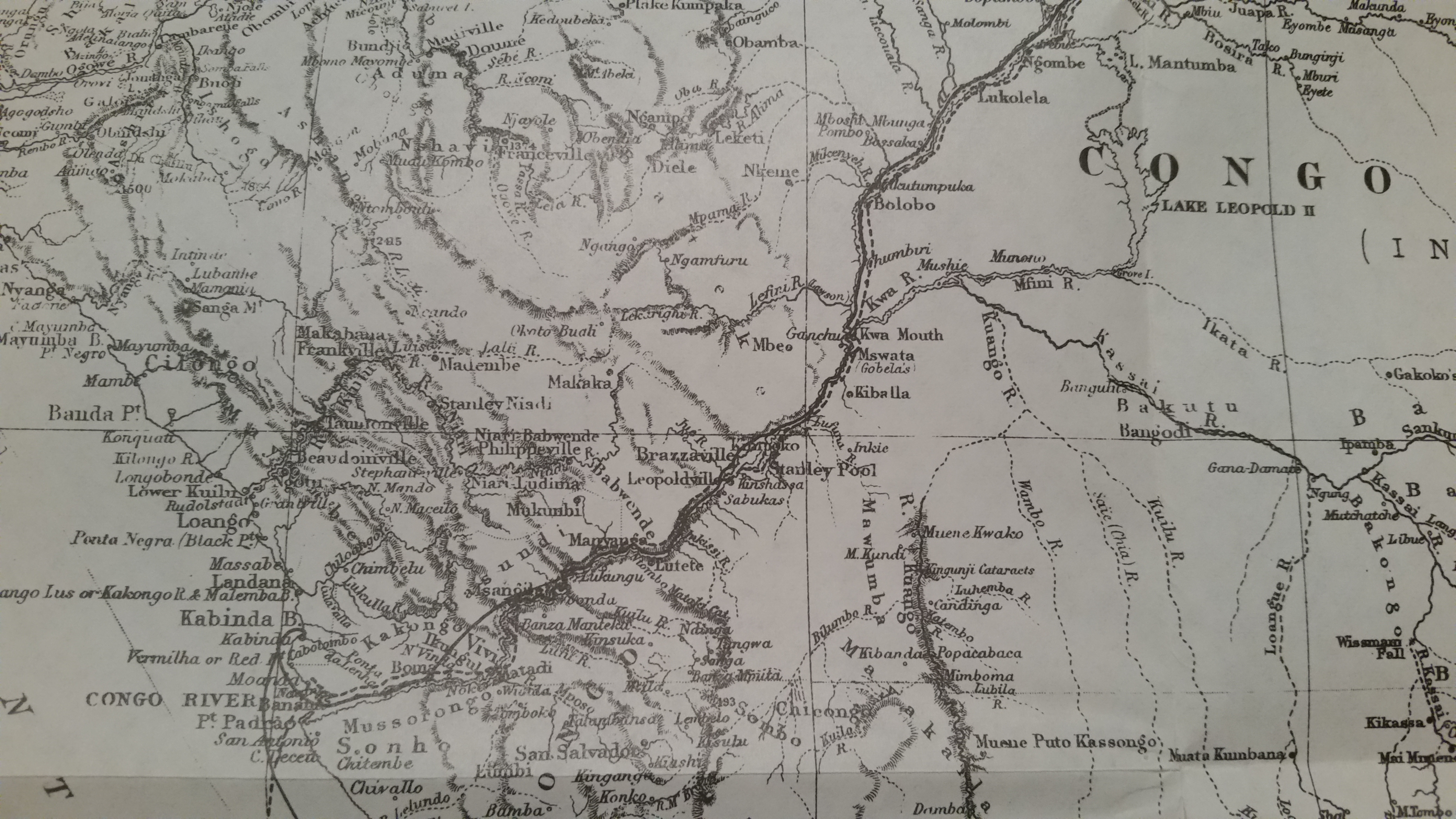
Mapa de Henry Morton Stanley del área durante su expedición abajo del río de Congo